# Karen Harper
Pour les articles homonymes, voir Harper.
Karen Harper, née en 6 avril 1945 à Toledo (Ohio) et morte le 13 avril 2020, est une romancière américaine, autrice de roman policier et de roman d'amour.

## Biographie
Karen Harper fait des études à l'université de l'Ohio à  Athens et à l'université d’État de l’Ohio à Columbus.

## Œuvre

### Romans

#### TrilogieThe Maplecreek
1. Dark Road Home (1996) publié en français sous le titre Harcelée, J’ai lu, coll. « Amour et Passion » no 4562, 1997  (ISBN 2-290-04562-4)
2. Dark Harvest (2004) publié en français sous le titre L'Ennemi de l'ombre, Harlequin Enterprises coll. no 254, 2006  (ISBN 2-280-08713-8) réédité sous le titre Une femme dans la nuit, Harlequin coll. « Mira », 2008  (ISBN 978-2-280-84028-6)
3. Dark Angel (2007) publié en français sous le titre L'Œuvre du mal, Harlequin coll. no 271, 2006  (ISBN 2-280-08734-0)

#### SérieThe Home Valley(Les Secrets de Home Valley)
1. Fall From Pride (2011) publié en français sous le titre Ciel de feu, Harlequin coll. no 582, 2013  (ISBN 978-2-2802-8421-9)
2. Return to Grace (2012) publié en français sous le titre Le Mystère de Home Valley, Harlequin coll. no 569, 2013  (ISBN 978-2-280-2844-5-5)
3. Finding Mercy (2012) publié en français sous le titre L’Inconnu de Home Valley, Harlequin coll. no 586, 2013  (ISBN 978-2-280-28469-1)
4. Upon a Winter's Night (2013) publié en français sous le titre Neige mortelle, Harlequin coll. no 622, 2014  (ISBN 978-2-280-30973-8)

#### SérieCold Creek
1. Shattered Secrets (2014) publié en français sous le titre L'Étau du passé, Harlequin coll. no 639, 2015  (ISBN 978-2-280-33176-0)
2. Forbidden Ground (2014) publié en français sous le titre Le Secret enfoui, Harlequin coll. no 653, 2015  (ISBN 978-2-280-34247-6)
3. Broken Bonds (2014) publié en français sous le titre Au nom du silence, Harlequin coll. no 668, 2016  (ISBN 978-2-280-34627-6)

#### SérieThe Queen Elisabeth
1. The Poyson Garden (1999)
2. The Tidal Poole (2000)
3. The Twylight Tower (2001)
4. The Queene's Cure (2002)
5. The Thorne Maze (2003)
6. The Queen's Christmas (2003)
7. The Fyre Mirror (2005)
8. The Fatal Fashione (2005)
9. The Hooded Hawke (2007)

#### Autres romans
- Down to the Bone (2000) publié en français sous le titre La Boîte de Pandore, Harlequin coll. no 137, 2001  (ISBN 2-280-16559-7) réédité sous le titre Les Portes du mal, Harlequin coll. « Mira », 2007  (ISBN 978-2-280-83816-0)
- The Baby Farm (1999)
- Shaker Run (2001) publié en français sous le titre Testament mortel, Harlequin coll. no 217, 2005  (ISBN 2-280-08659-X)
- The Stone Forest (2002)
- The Falls (2003)  publié en français sous le titre Eaux mortelles, Harlequin coll. « Les best-sellers » no 225, 2005  (ISBN 2-280-08670-0) réédité sous le titre Le Saut du diable, Harlequin coll. « Mira », 2007  (ISBN 978-2-280-85609-6)
- Inferno (2007) publié en français sous le titre Intention mortelle, Harlequin coll. no 321, 2008  (ISBN 978-2-280-83978-5)
- Hurricane (2006) publié en français sous le titre Au cœur de l'ouragan, Harlequin coll. « Les best-sellers » no 305, 2007  (ISBN 978-2-2808-3617-3)
- Below The Surface (2008) publié en français sous le titre Mortel mensonge, Harlequin coll., 2009  (ISBN 978-2-280-80889-7)
- The Hiding Place (2008) publié en français sous le titre Je ne t'ai pas oublié, Harlequin coll. no 401, 2009  (ISBN 978-2-280-81103-3)
- Deep Down  (2009)
- Down River (2010) publié en français sous le titre Menacée, Harlequin coll. no 488, 2011  (ISBN 978-2-2802-3161-9)
- The Last Boleyn (2006)
- The First Princess of Wales (2006)
- Mistress Shakespeare (2009)
- The Queen's Governess (2009)
- The Irish Princess  (2011)
- Mistress of Mourning  (2012)
- The Royal Nanny  (2016)
- The It Girls (2017)
- Silent Scream (2018)
- American Duchess (2019)
- The Queen's Secret (2020)
- Deep in the Alaskan Woods (2020)

## Prix et distinctions

### Prix
- Prix Mary-Higgins-Clark 2006 pour Dark Angel[1]

### Nominations
- Prix Mary-Higgins-Clark 2003 pour The Stone Forest[1]
- Prix Mary-Higgins-Clark 2008 pour Inferno[1]
- Prix Mary-Higgins-Clark 2011 pour Down River[1]